# Hymenocallis ornata
Hymenocallis ornata là một loài thực vật có hoa trong họ Amaryllidaceae. Loài này được (C.D.Bouché) M.Roem. mô tả khoa học đầu tiên năm 1847.